# Schwollbach (Nahe)
Der Schwollbach ist ein Fluss im südwestlichen Hunsrück in Rheinland-Pfalz.

## Geographie
Der Schwollbach entspringt im Idarwald bei Schwollen in der Nähe des Erbeskopfs auf ca. 620 m ü. NN. Er ist 14,5 km lang und mündet in Kronweiler in die Nahe.

## Flora und Fauna
Der Schwollbach fließt anfangs durch den Idarwald, später durch extensiv genutzte Talwiesen. Am Ufer stehen vor allem Weiden und Erlen, die heute kaum noch wirtschaftlich genutzt werden.
Graureiher und Stockenten sind die häufigsten Wasservögel im Bachtal, daneben haben die Wasseramsel und der Eisvogel ihren Lebensraum an dem schnell fließenden Gewässer.